# Boca de l'infern

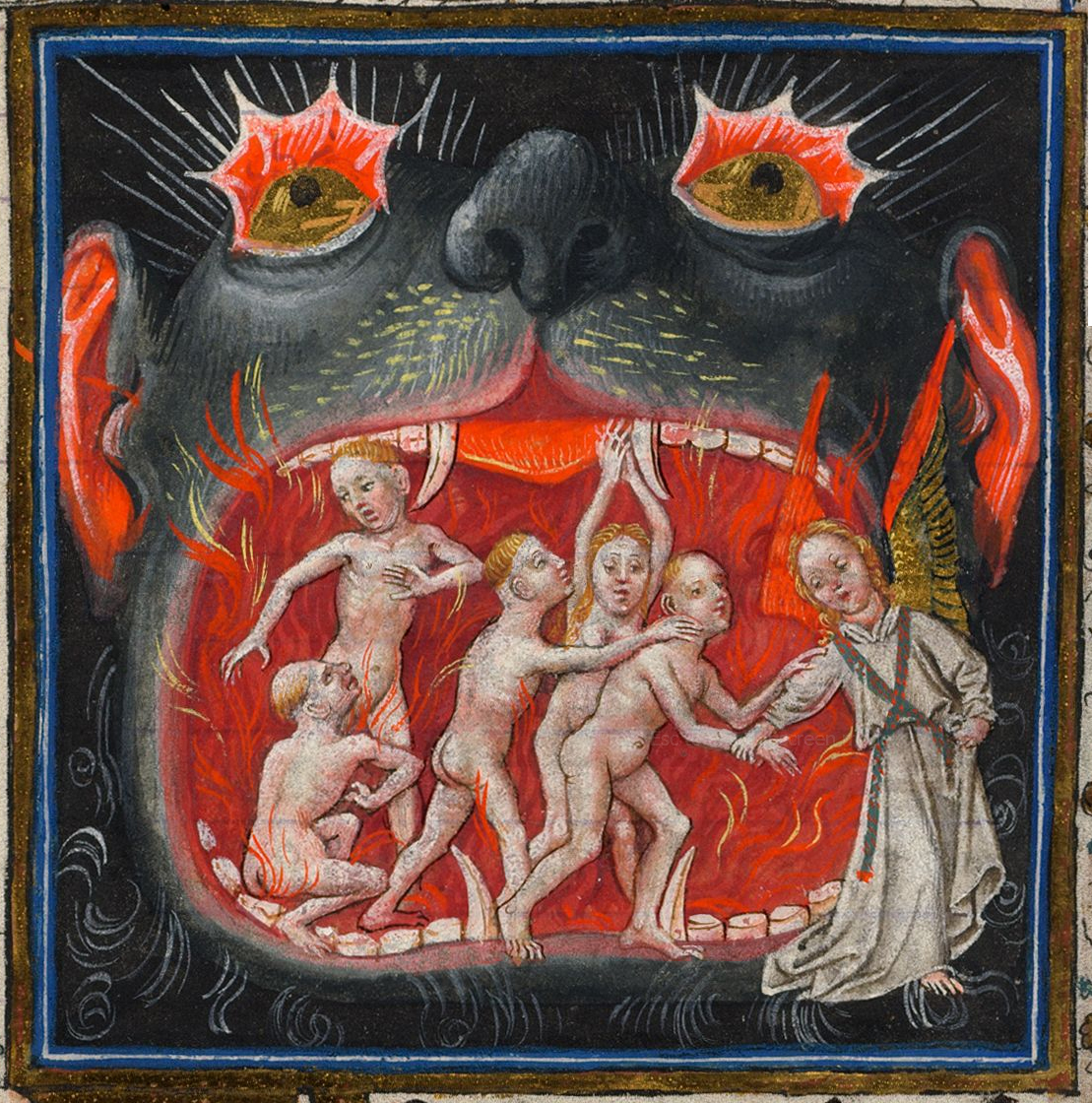
Miniatura del Llibre d'hores de Caterina de Cleves, Morgan Library & Museum, MS M.945, f. 107r

La boca de l'infern, o les mandíbules de l'infern, és l'entrada a l'Infern pensada com la boca oberta d'un monstre enorme, una imatge que va aparèixer per primera vegada en l'art anglosaxó i després es va estendre per tot Europa. Va romandre de forma molt comuna en les representacions del Judici Final i de l'Atroç de l'infern fins al final de l'edat mitjana, i encara s'utilitza de vegades durant el Renaixement i posteriorment. Va gaudir d'una mica de renaixement en les estampes populars polèmiques després de la Reforma protestant, quan es mostraven figures del costat oposat desapareixent a la boca. Una notable aparició tardana és en les dues versions d'una pintura d'⁣El Greco d'aproximadament 1578. Les caricatures polítiques encara mostraven Napoleó dirigint les seves tropes en una sola.

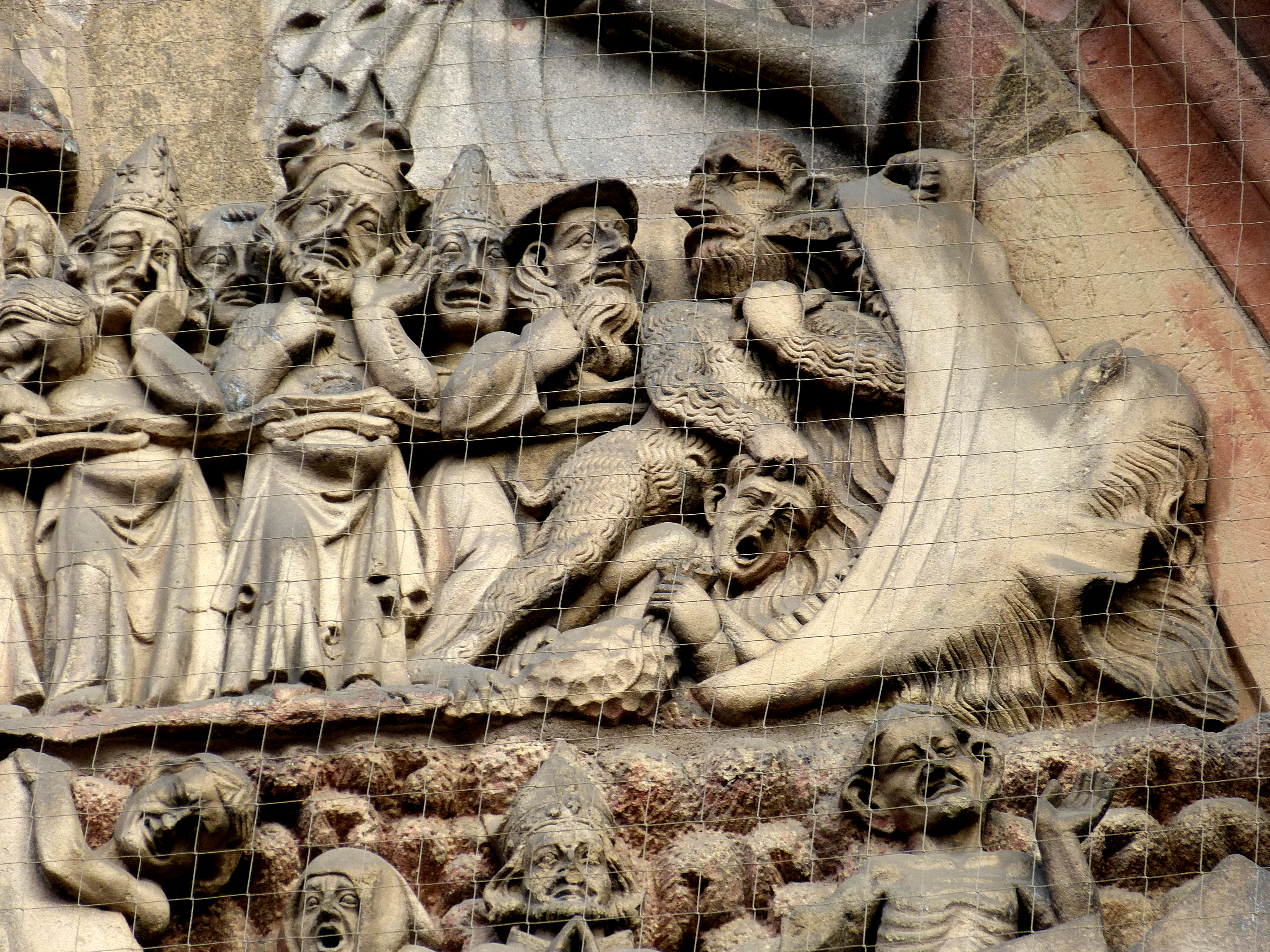
Nuremberg, església parroquial de Sant Llorenç: portal occidental, dècada de 1340

El teatre medieval sovint tenia un puntal de boca de l'infern o un dispositiu mecànic que s'utilitzava per intentar espantar el públic dramatitzant de manera vívida una entrada a l'infern. Sembla que sovint presentaven una entrada al castell merletada, en la pintura normalment associada amb el cel.

## Història

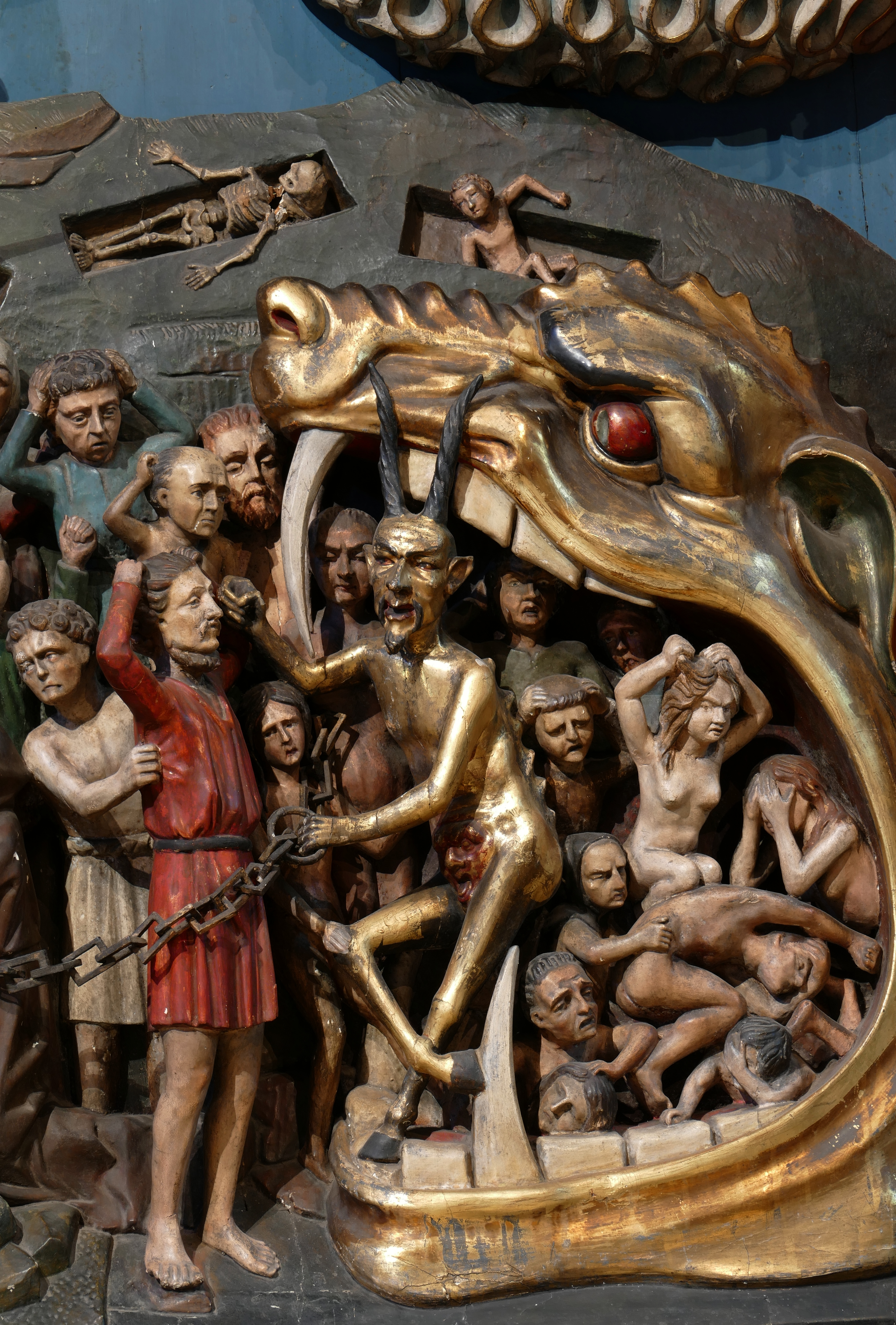
Església de Sant Jordi, Haguenau, Alsàcia, fusta pintada, 1496

L'exemple més antic d'un animal amb boca infernal conegut per Meyer Schapiro era una talla d'ivori de c. 800 al Victoria and Albert Museum, i diu que la majoria dels exemples abans del segle XII són anglesos. Molts assenyalen el ⁣Harrowing of Hell, que va apel·lar al gust anglosaxó, com una incursió militar reeixida de Crist. Schapiro especula que la imatge podria haver extret del mite pagà del Judici Final, amb la boca la del monstre llop Fenrir, assassinat per Vídar, que s'utilitza com a símbol de Crist a la Creu de Gosforth i altres peces d'art anglo-escandinau. En l'assimilació de les poblacions víkings cristianitzades al nord d'Anglaterra, l'Església estava sorprenentment preparada per permetre l'associació d'imatges mitològiques paganes amb les cristianes, per exemple, en les làmines hogback.

A les homilies anglosaxones de Vercelli (4:46-8) Satanàs s'assembla a un drac que s'empassa els condemnats:
... ne cumaþ þa næfre of þæra wyrma seaðe & of þæs dracan ceolan þe is Satan nemned.[Ells] no surten mai de la fossa de les serps i de la gola del drac que es diu Satanàs.
El monstre balena Leviatan (traduït de l'hebreu, Job 41:1, "animal amb corona") ha estat equiparat amb aquesta descripció, encara que això és difícil de confirmar en les primeres aparicions. Tanmateix, a The Whale, un poema en anglès antic del llibre d'Exeter, la boca de l'infern es compara amb la boca d'una balena:
La balena té un altre truc: quan té gana, obre la boca i li surt una dolça olor. Els peixos són enganyats per l'olor i li entren a la boca. De sobte, les mandíbules de la balena es tanquen. Així mateix, qualsevol home que es deixi enganyar per una dolça olor i conduir al pecat, anirà a l'infern, obert pel dimoni, si ha seguit els plaers del cos i no els de l'esperit. Quan el diable els ha portat a l'infern, xoca les mandíbules, les portes de l'infern. Ningú pot sortir d'ells, de la mateixa manera que cap peix pot escapar de la boca de la balena.
Més tard, a l'Edat Mitjana, el Cèrber clàssic també es va associar amb la imatge, encara que és poc probable que els anglosaxons el tinguessin present.
El mateix Satanàs es mostra sovint assegut a l'infern menjant els condemnats, però segons G.D. Schmidt aquesta és una imatge separada, i la Boca de l'Infern no s'ha de considerar la boca de Satanàs, tot i que Hofmann s'inclina a no estar d'acord amb això. La Boca de l'Infern no mossega mai els condemnats, romanent ben oberts, preparats per a més.
En general, el motiu havia caigut en desgràcia a Itàlia i als Països Baixos a finals del segle XIV, i rarament es veu en els molts Judicis Finals de la pintura neerlandesa primitiva, però en obres baixmedievals de Hieronymus Bosch i els seus seguidors, on l'ampli interior de l'infern, sovint hi ha una boca de l'infern que condueix a algun compartiment especial. Va continuar utilitzant-se a Alemanya i França. La Boca de l'Infern apareix, empassant-se un bisbe, a la part inferior esquerra a Els quatre genets de l'Apocalipsi, una famosa xilografia d'⁣Albrecht Dürer (c. 1497–98).

## Galeria

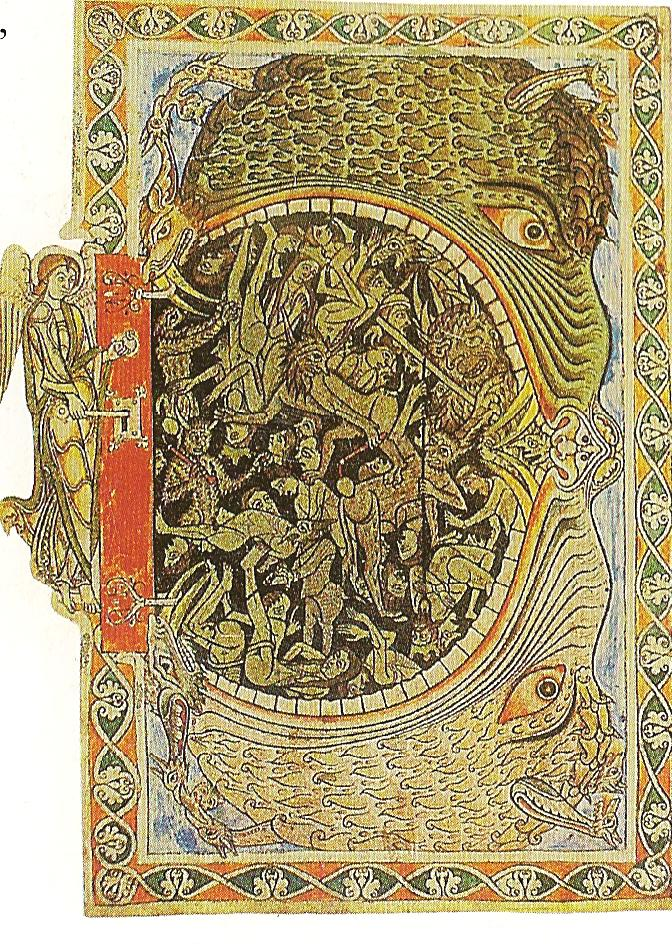
Hellmouth, tancada per un arcàngel, del salteri de Winchester d'aproximadament 1150
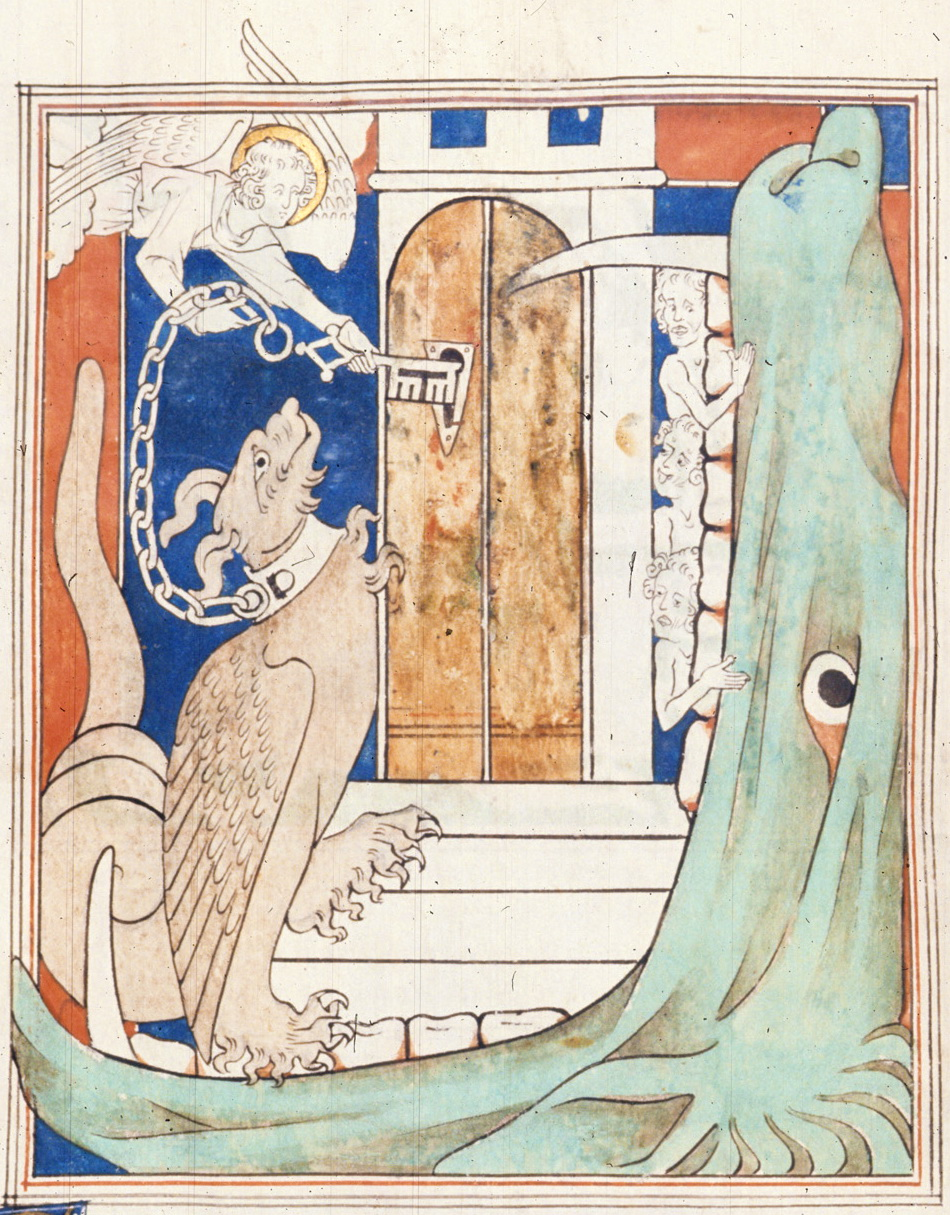
Queen Mary Apocalypse—BL Royal MS 19 B XV f. 38v Àngel amb clau i drac, 1r qtr segle XIV
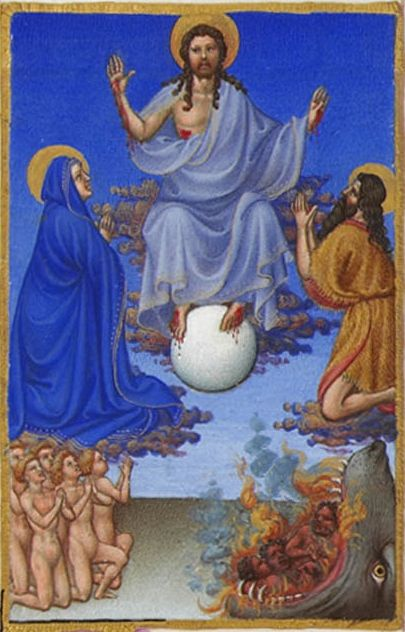
Judici final simplificat de Les Très Riches Heures du duc de Berry, c. dècada de 1440
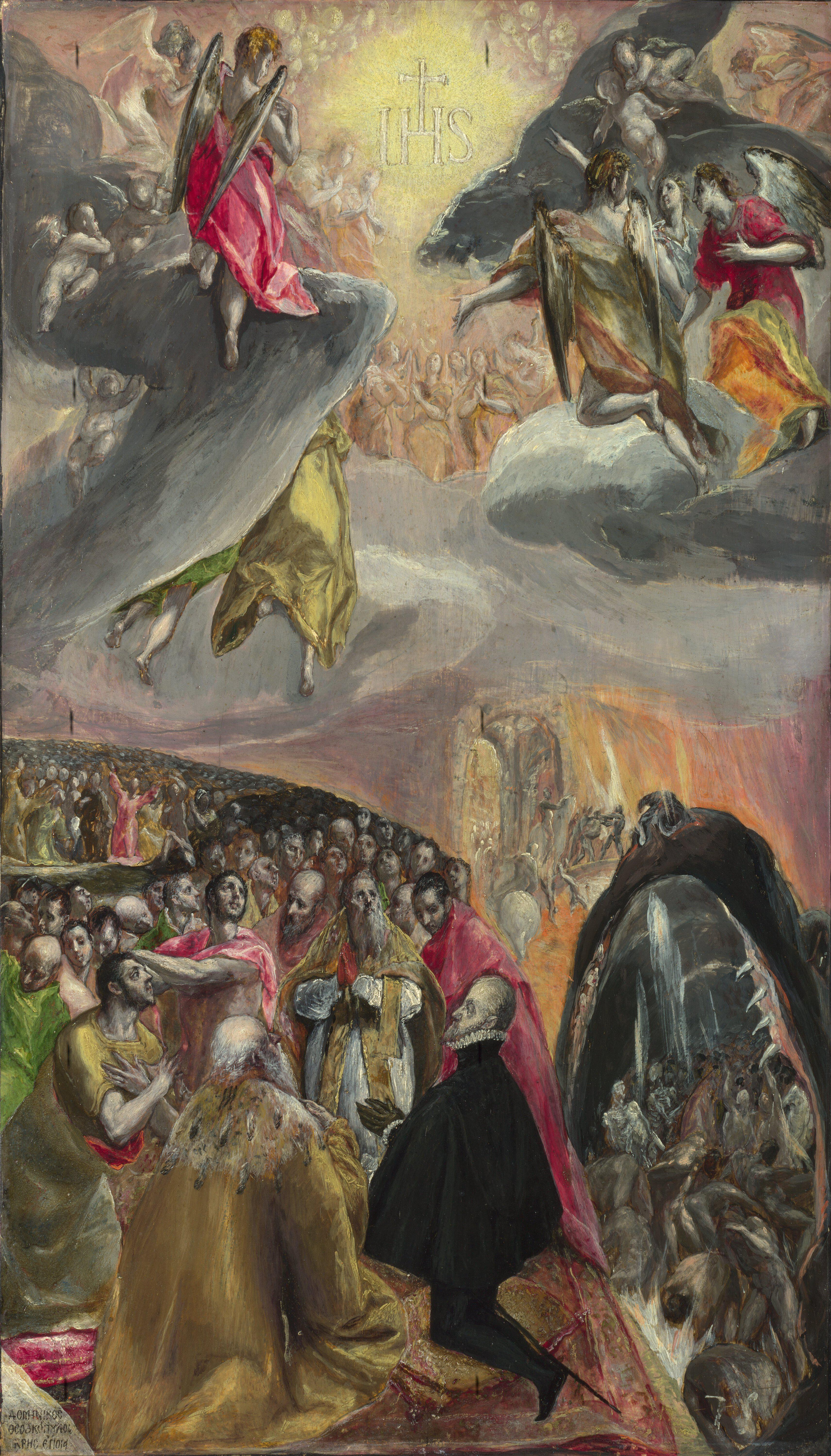
El Greco, L'adoració del nom de Jesús, 1578–80, National Gallery